# Krunoslav Jurčić
Krunoslav "Kruno" Jurčić (pronunciado [krunɔsla ː ʋ ju ː ː rtʃi tɕ] ; Ljubuški, Croacia, 26 de noviembre de  1969) es un exfutbolista profesional y entrenador croata jugaba de defensa.

## Trayectoria
Comenzó su carrera profesional en el Dinamo Zagreb en 1988, antes de trasladarse a NK Inter Zaprešić en 1991 y se fue al Uljanik Pula en 1993. Continuó con el club belga lado Beveren en 1995, pero volvió al Dinamo Zagreb después de una temporada tras el descenso de Beveren de la máxima categoría. Posteriormente, pasó tres temporadas con el Dinamo Zagreb, también jugando la fase de grupos de la UEFA Champions League en 1998. Pasó a estar tres temporadas en Italia con el Torino y Sampdoria , antes de regresar a Croacia por firmar con el NK Slaven Belupo en 2002. Terminó su carrera con Slaven en 2004.

## Selección nacional
Ha sido internacional en 21 ocasiones para el equipo nacional de Croacia incluyendo tres partidos completos en la Copa Mundial de Fútbol de 1998, donde Croacia logró el histórico tercer lugar.

### Participaciones en Copas del Mundo
| Mundial                        | Sede    | Resultado    |
| ------------------------------ | ------- | ------------ |
| Copa Mundial de Fútbol de 1998 | Francia | Tercer lugar |

## Clubes

### Como jugador
| Club              | País    | Año       |
| ----------------- | ------- | --------- |
| Dinamo Zagreb     | Croacia | 1988-1991 |
| NK Inter Zaprešić | Croacia | 1991-1993 |
| NK Istra          | Croacia | 2005-2006 |
| KSK Beveren       | Bélgica | 1995-1996 |
| Dinamo Zagreb     | Croacia | 1996-1999 |
| Torino FC         | Italia  | 1999-2001 |
| UC Sampdoria      | Italia  | 2001-2002 |
| NK Slaven Belupo  | Croacia | 2002-2004 |

### Como entrenador
| Club                     | País                   | Año       |
| ------------------------ | ---------------------- | --------- |
| NK Slaven Belupo         | Croacia                | 2007-2008 |
| Dinamo Zagreb            | Croacia                | 2009-2010 |
| Lokomotiva Zagreb        | Croacia                | 2011      |
| Dinamo Zagreb            | Croacia                | 2011      |
| Croacia (2.º entrenador) | Croacia                | 2012      |
| Dinamo Zagreb            | Croacia                | 2012-2013 |
| NK Maribor               | Eslovenia              | 2015-2016 |
| Adanaspor                | Turquía                | 2016      |
| Al-Nassr FC              | Arabia Saudita         | 2018      |
| Baniyas Club             | Emiratos Árabes Unidos | 2018-2019 |
| Al-Nasr SC               | Emiratos Árabes Unidos | 2019-2021 |

- Datos: Q751455
- Multimedia: Krunoslav Jurčić / Q751455